# RIG-I-подобные рецепторы
RIG-I-подобные рецепторы (англ. RIG-I-like receptors, RLR) — тип внутриклеточных рецепторов опознавания паттерна, участвующих в распознавании вирусов системой врождённого иммунитета организма. В эту группу входят три рецептора: RIG-I, MDA5 и LGP2. Они функционируют как сенсоры вирусной репликации в клеточной цитоплазме и детектируют репликацию вирусов путём прямого взаимодействия с молекулами двуцепочечной РНК из генома РНК-содержащих вирусов или РНК, образующейся при репликации последних. Два рецептора группы, RIG-I и MDA5, способны индуцировать клеточный ответ, реализуемый через участие их CARD-домена. LGP2 не содержит CARD-домен и не способен сам инициировать ответ, но необходим для эффективного антивирусного клеточного ответа, опосредованного RIG-I или MDA5.